# ポルトボウ駅
ポルトボウ駅（フランス語: Estación de Portbou, カタルーニャ語: Estació de Portbou）はスペインのカタルーニャ州ジローナ県のコマルカ、アルト・アンプルダーのポルトボウにある鉄道駅。

## 概要
当駅とセルベール駅との間のピレネー山脈東端部を貫くトンネル内にフランスとの国境があり、SNCFのフランス国内線列車も当駅まで乗り入れる。軌間がスペイン国内は1668mmのイベリア軌間、フランス国内は1435mmの国際標準軌となっているため、当駅とセルベール駅の間はイベリア軌間と標準軌の線路が並行して存在する。両駅間の間には3本の線路があり、海側に複線トンネル、山側に単線トンネルが有り、海側1線が標準軌、山側2線がイベリア軌間となっている。また、直通する旅客列車にはタルゴ客車が用いられ、当駅構内フランス方にある軌間変更線路を経由する事により車軸の軌間を伸縮させている。また機関車は軌間変更が出来ない為当駅で付け替えられる。貨物列車に関しては、当駅山側に広がるヤードで積荷を載せ替える場合と、セルベール駅構内にある貨車用軌間変更施設で貨車の軌間を変更する場合がある。

## 歴史
ポルトボウ駅は1870年よりタラゴナ・バルセロナ・フランス鉄道（TBF） によって建設され1872年に鉄道が開業した。1878年1月20日には先代の駅が完成し、使用され始めた。その後、TBFは1898年1月1日にマドリード・サラゴサ・アリカンテ鉄道（M.Z.A.）に買収された。現在のポルトボウ駅舎はM.Z.A.により1929年に建設されたもので、ジョアン・トーラス・イ・グアルディオラ により設計され、鉄材とガラスを組んだ大きな丸屋根が特徴となっている。

### 列車
フランス国内から当駅まで運転される列車は当駅着列車のみ国境区間の客扱いを行い、復路の当駅からセルベールまでは客扱いを行わない。同様にバルセロナ等スペイン国内からセルベール行の列車は存在するが、復路は全て当駅始発となる

## 駅構造
階建ての長方形の駅舎を持つ地上駅。1階には、チケット販売所、案内所、警察署、カフェテリア、トイレの施設がある。また、シェンゲン協定による国境開放後前からあった税関事務所がいくつか閉鎖されたまま存在している。ホームは3面5線を有しており、そのうち2線はフランスに直通できるように標準軌となっている。

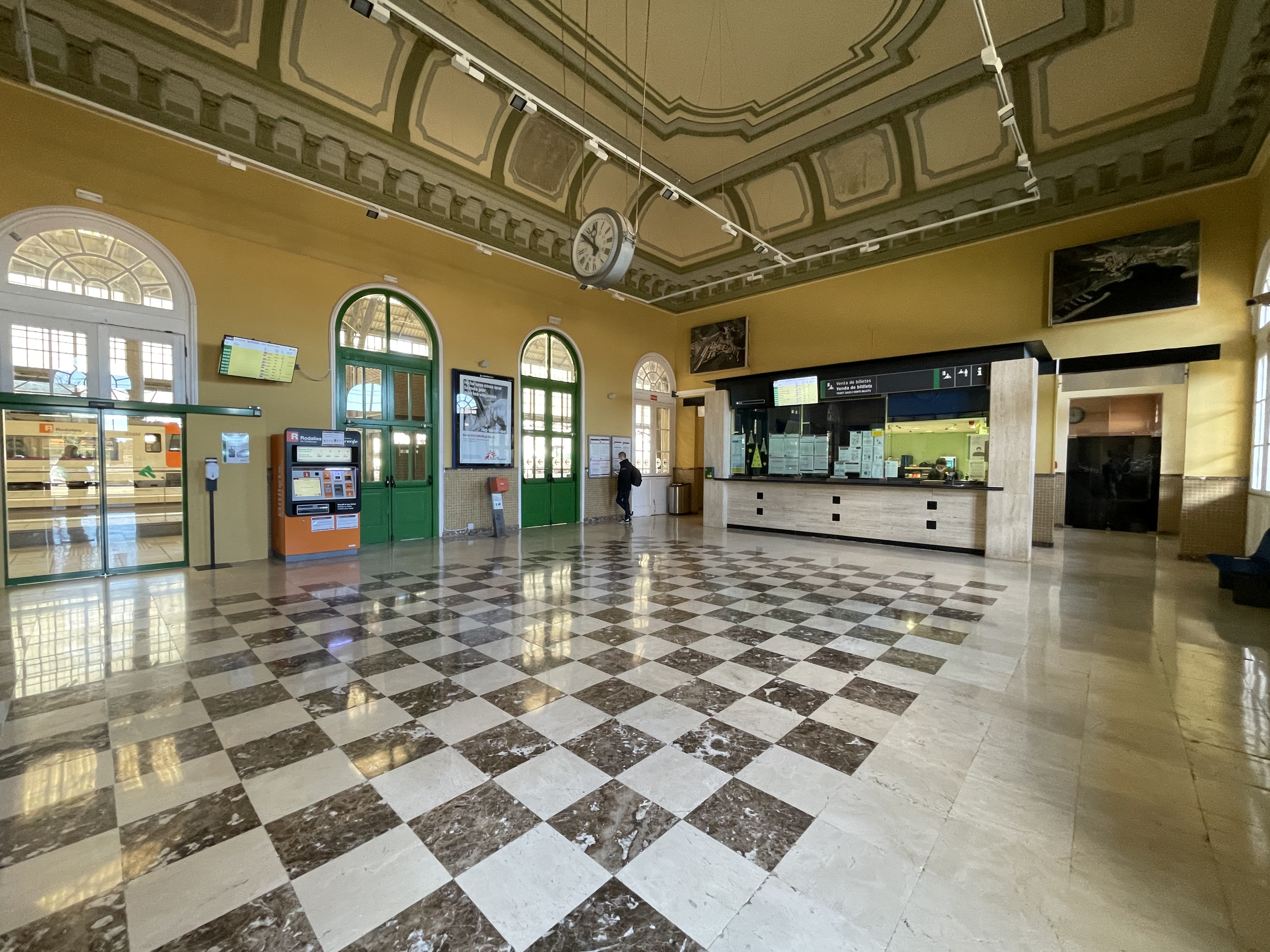
駅構内コンコース
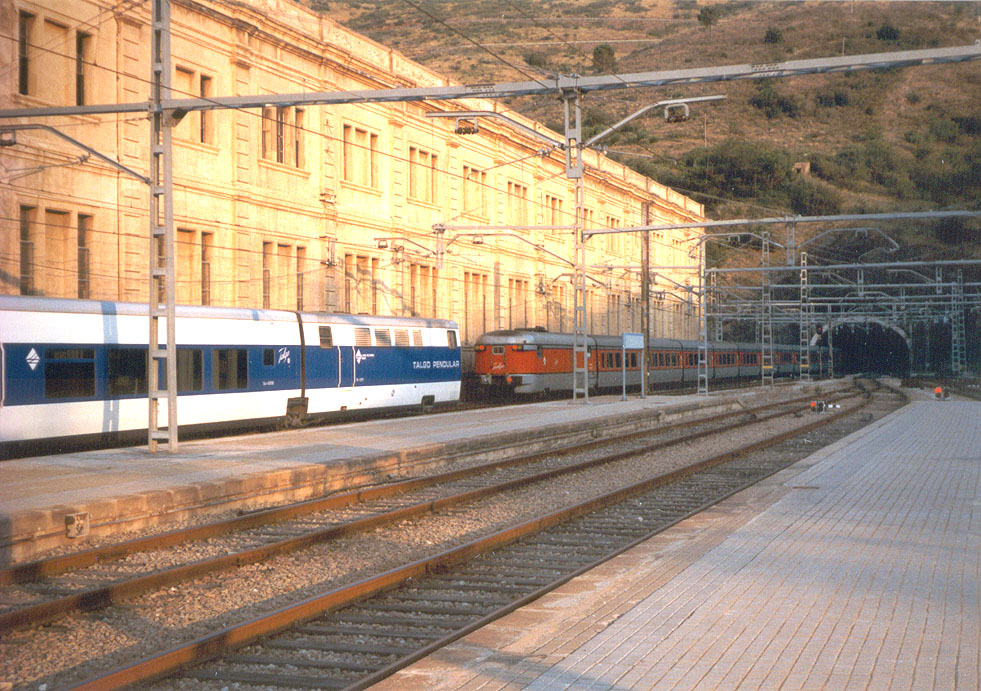
新旧のタルゴ
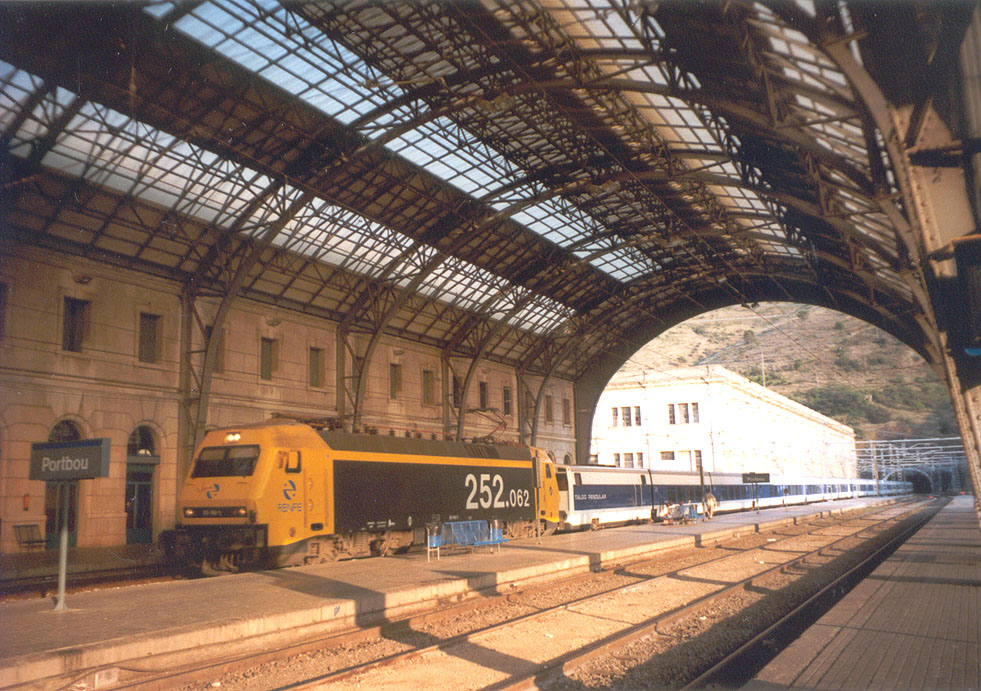
ポルトボウ駅停車中のタルゴ客車

## 隣の駅
| 始発着駅             | < 隣停車駅 | 路線  | 隣停車駅 >       | 始発着駅                        |
| -------------------- | ---------- | ----- | ---------------- | ------------------------------- |
| バルセロナ・サンツ駅 | コレラ     | ■Ca-2 | 始発 セルベール1 | ポルトボウ発 セルベール着1      |
| 終着2                | 終着2      | TER   | セルベール       | アヴィニョン中央駅 / ナルボンヌ |
| 終着2                | 終着2      | TER   | セルベール       | トゥールーズ・マタビオ駅        |

1 Ca-2の列車の国境越えはフランス行のみ。
2 TERは到着のみ。
| 始発着駅                       | < 隣停車駅 | 列車                                                   | 隣停車駅 > | 始発着駅                     |
| ------------------------------ | ---------- | ------------------------------------------------------ | ---------- | ---------------------------- |
| バルセロナ（フランサ駅）       | フィゲラス | カタラン・タルゴ Catalán Talgo                         | セルベール | モンペリエ（サントロシュ駅） |
| カルタヘナ                     | フィゲラス | タルゴ マレ・ノストルム Talgo Mare Nostrum             | セルベール | モンペリエ（サントロシュ駅） |
| マドリード（チャマルティン駅） | リャンサ   | エストレラ コスタ・ブラバ Estrella Costa Brava         | セルベール | セルベール着 ポルトボウ発    |
| ポルトボウ着 セルベール発      | 終着       | コラーユ CORAIL 夏季運行                               | セルベール | ストラスブール / メス        |
| ポルトボウ着 セルベール発      | 終着       | コラーユ・ルネア CORAIL Lunéa                          | セルベール | パリ（オステルリッツ駅）     |
| ポルトボウ着 セルベール発      | 終着       | コラーユ・ルネア CORAIL Lunéa バカンス期間中の週末運行 | セルベール | ストラスブール / メス        |